# کرودن بی
کرودن بی (به انگلیسی: Cruden Bay) یک روستا در بریتانیا است که در آبردین‌شایر واقع شده‌است. کرودن بی ۱٬۶۷۰ نفر جمعیت دارد.